# Herztragender Frauenschuh
Der Herztragende Frauenschuh (Cypripedium cordigerum) ist eine Pflanzenart aus der Gattung Cypripedium in der Familie der Orchideen (Orchidaceae).

## Merkmale
Der Herztragende Frauenschuh ist eine ausdauernde Pflanze mit einem kurzen, dicken Rhizom, die Wuchshöhen von 22 bis 50, selten 60 Zentimeter erreicht. Die zwei bis fünf Blätter sind kahl, gegen den Grund am Rand gewimpert und messen 8 bis 18 × 3,5 bis 10,5 Zentimeter. Sie sind oval bis breit-oval geformt und enden zugespitzt. Stängel, Blütenstiele und Fruchtknoten sind drüsig behaart. Die Blüten erscheinen einzeln, selten zwei an einer Pflanze, sie messen 9 bis 10 Zentimeter Durchmesser. Die äußeren und inneren Perigonblätter sind grünlich oder hellgrün. Die inneren Perigonblätter sind flach und nicht gedreht. Die Lippe misst 2,5 bis 3,5 Zentimeter, mit kleiner Öffnung. Das Staminodium ist länglich, gelb mit roten Flecken.
Blütezeit ist von Juli bis August.
Die Chromosomenzahl beträgt 2n = 20.

## Vorkommen
Der Herztragende Frauenschuh kommt in Pakistan, Nord-Indien, Nepal, Bhutan, Süd-Tibet und Südwest-China in feuchten und schattigen Wäldern, etwa aus Kiefern, in Erbsenstrauch- und Wacholder-Gebüschen sowie in Wiesen, an südgeneigten Hängen in Höhenlagen von 2100 bis 4000 Meter vor.

## Taxonomie
Der Herztragende Frauenschuh wurde 1825 von David Don in Prodromus Florae Nepalensis Seite 37 als Cypripedium cordigerum erstbeschrieben.

## Nutzung
Der Herztragende Frauenschuh wird selten als Zierpflanze für Gehölzgruppen genutzt.